# Van Cliburn
Harvey Lavan "Van" Cliburn Jr. (12. července 1934 Shreveport, Louisiana – 27. února 2013 Fort Worth, Texas) byl americký klavírista, který se ve svých 23 letech stal světově proslulým po vítězství na prvním ročníku mezinárodní Čajkovského soutěže pianistů v Moskvě v roce 1958. Jeho matka, učitelka hry na klavír a sama úspěšná pianistka, si všimla, jak již ve věku tří let napodobuje její studenty a snaží se hrát na klavír. Začal se tedy již v dětství hře na tento nástroj učit a postupem času si vyvinul svébytný, zaoblený a plný tón a zpěvné frázování, neboť byl od začátku učen si každou skladbu zpívat.[zdroj?]
Cliburn jako koncertní pianista procestoval celý svět. Hrál pro královské rodiny, pro hlavy států a pro každého z amerických prezidentů od Harryho S. Trumana po Baracka Obamu. Za své umění získal Grammy Lifetime Achievement Award a obdržel také nejvyšší civilní vyznamenání Spojených států i Ruska – 23. července 2003 mu prezident George W. Bush udělil Prezidentskou medaili svobody a 20. září 2004 obdržel ruský Řád přátelství.

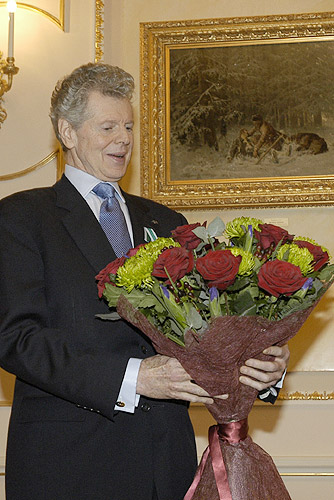
Vyznamenán Řádem přátelství v Moskvě v roce 2004